# 圣经考古学评论
《圣经考古学评论》是一个双月刊杂志 ，旨在连接圣经考古学学术研究和对圣经及近东考古感兴趣的普通读者。自1975年创刊起，《圣经考古学评论》持续报道以色列、土耳其、约旦及其周围地区的最新考古发现和争论，包括对希伯来圣经和新约的最新学术观点。该杂志通过由非教派的和非营利性的的圣经考古学协会出版。